# Altlandsberg
Altlandsberg is a town ở huyện Märkisch-Oderland, bang Brandenburg, Đức. Đô thị này có diện tích km², dân số thời điểm 31 tháng 12 năm 2006 là người. Đô thị này tọa lạc 22 km về phía đông của Berlin (centre).

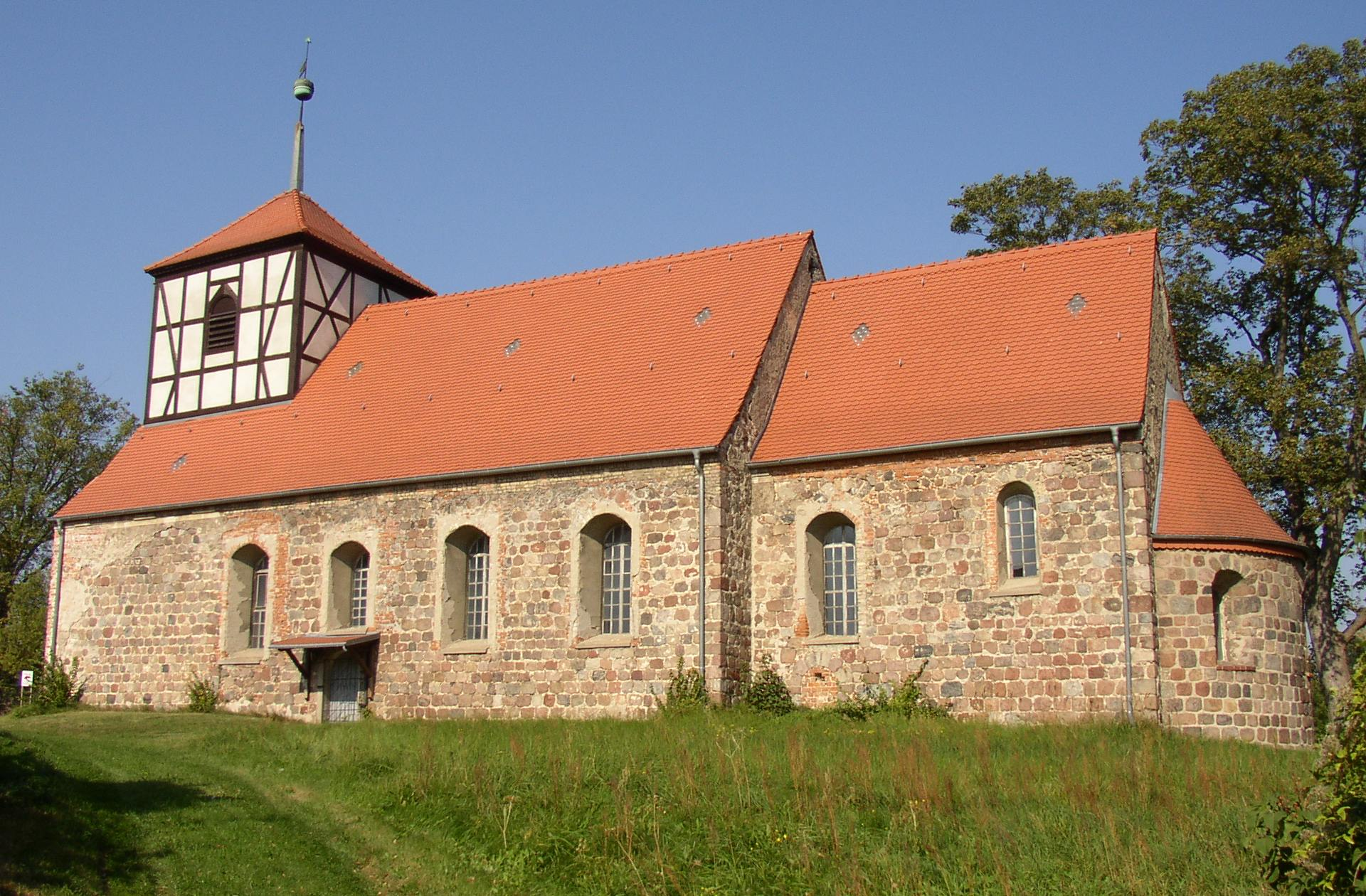
Nhà thờ ở Gielsdorf
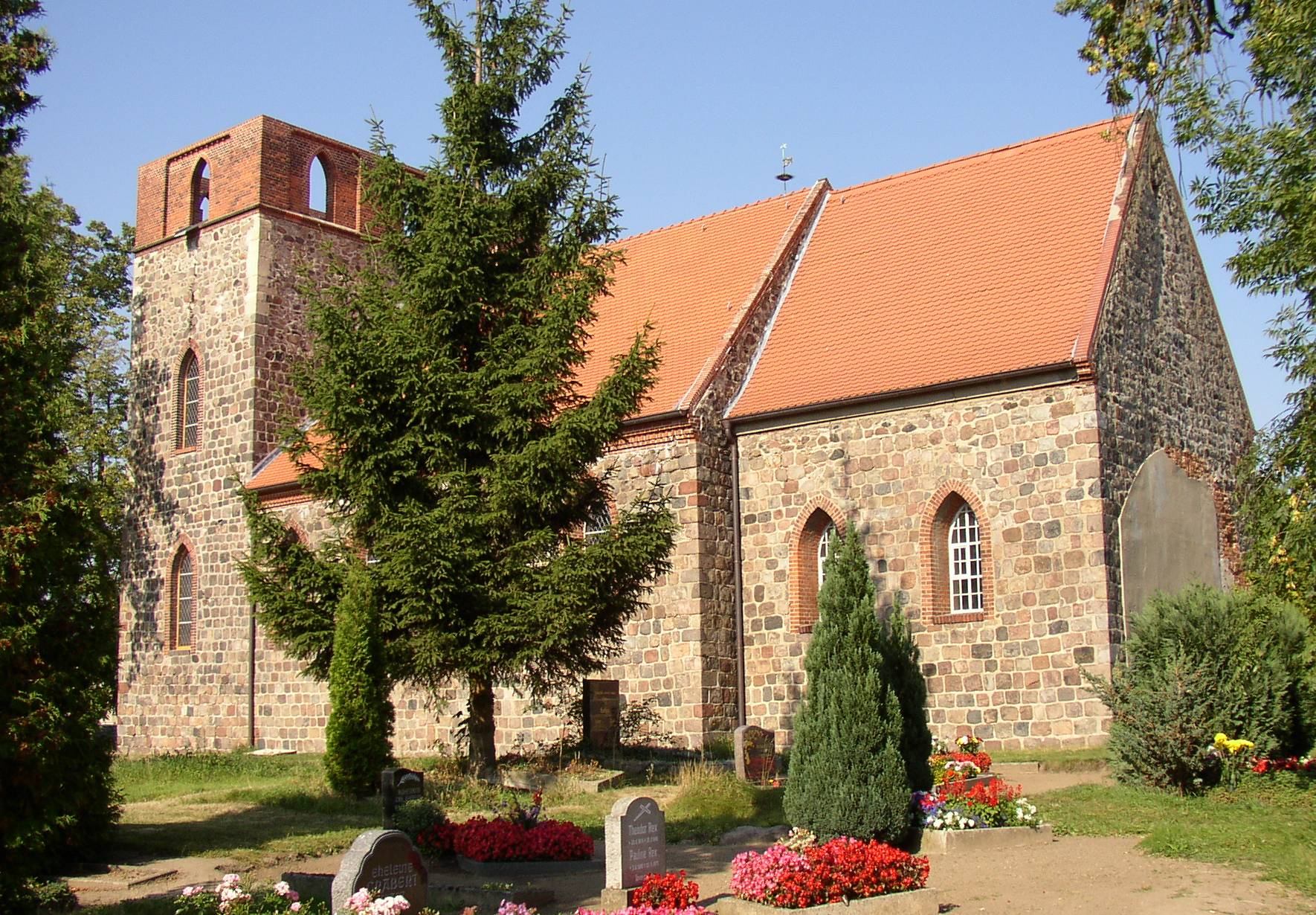
Nhà thờ ở Wesendahl